# Ósteon
Ósteon ou Sistema de Havers é uma unidade de estrutura do osso compacto, formado por lamelas ósseas dispostas concentricamente em torno de um canal Havers e que contém capilares sanguíneos e tecido conjuntivo.